# Kuussaari (ö i Mellersta Finland)
Kuussaari är en ö i Finland. Den ligger i sjön Kuusvesi och i kommunen Laukas i den ekonomiska regionen  Jyväskylä ekonomiska region  och landskapet Mellersta Finland, i den centrala delen av landet, 260 km norr om huvudstaden Helsingfors. Öns area är 65,2 hektar och dess största längd är 1,9 kilometer i nord-sydlig riktning.